# Elsa Asenijeff
Elsa Maria von Packeny, bolj znana pod psevdonimom Elsa Asenijeff, avstrijska pisateljica, * 3. januar 1867, Dunaj, † 5. april 1941, Bräunsdorf.
Bila je življenjska spremljevalka slikarja Maxa Klingerja.

## Življenje
Elsa Maria Packeny je bila rojena v avstrijski plemiški družini na Dunaju, kjer je obiskovala je Žensko učiteljišče. Leta 1890 se je poročila z bolgarskim diplomatom Ivanom Johannom Nestroffom ter živela nekaj let v njegovi domovini. Po smrti sina Asena je začela pisati pod psevdonimom Elsa Asenijeff. Leta 1896 se je od Nestroffa ločila. 
Leta 1897 je prišla v Leipzig ter nekaj semestrov študirala filozofijo in nacionalno ekonomijo na tamkajšnji univerzi. Leto kasneje je spoznala slikarja Maxa Klingerja, postala njegov model in njegova življenjska spremljevalka. Leta 1900 se je v Parizu rodila njuna hči Desirée. Ker Klinger ni želel uradno priznati njune zveze, je imela Elsa svoje stanovanje v glasbeni četrti, v ulici Schwägrichenstraße 11. Elsa je veljala za zelo fascinantno in ekstravagantno osebnost. 
Kot pisateljica je pisala feljtone o literaturi in razstavah za različne časopise v Leipzigu. Poleg tega se je v svojih delih zavzemala za ženske pravice. Od leta 1912 je pisala tudi liriko. Velja za eno zgodnjih predstavnic ekspresionizma. Gostje njenega salona so bili trije mladi pisatelji: Walter Hasenclever (1890-1940), Kurt Pinthus (1886-1975) in Franz Werfel (1890-1945).
Leta 1913 sta se s Klingerjem ločila. To je vodilo v drastično poslabšanje njenega finančnega stanja, saj je bilo nemogoče živeti samo od pisanja. Tako je morala zapustiti svoje stanovanje in je od tedaj živela po različnih penzionih. Po smrti Kligerja je poskusila dobiti pravico do dela njegovega premoženje, vendar ji ni uspelo. Leta 1923 so jo, med tem brezposelno in zanemarjeno, napotili na psihiatrično kliniko. Preostanek življenja je preživela v različnih psihiatričnih ustanovah.
Elsa Asenijeff je umrla 5. aprila 1941 v svojem 74 letu starosti v ustanovi Bräunsdorf. Domneva obstaja, da je bila ena izmed žrtev takratnega »evtanazijskega programa«.
Klinger jo je naslikal na več portretih ter njeno podobo ovekovečil s kipom iz barvnega marmorja. 

## Dela
- Upor žensk in tretji spol (Aufruhr der Weiber und das dritte Geschlecht. 3.Aufl. - Leipzig : Dr.Brandstetter, 1898 )
- Hrepenenje (Sehnsucht. - Leipzig : Wilhelm Friederich 1898)
- Listi dnevnika emancipirane ženske (Tagebuchblätter einer Emancipierten. - Leipzig : Hermann Seemann Nachf., 1902)
- Nova Šeherezada. Roman z občutkom. (Die neue Scheherazade. Ein Roman in Gefühlen. - München : Müller, 1913)
- Visoka pesem za neimenovanega. Pesniški roman. (Hohelied an den Ungenannten. Lyrischer Roman. - München : Georg Müller, 1914)
- Vojna, letak s prispevki Else Asenieff, Richarda Dehmela, Herberta Eulenberga (etc.) (Der Krieg, ein Flugblatt mit Beiträgen von Elsa Asenieff, Richard Dehmel, Herbert Eulenberg (etc.). - Berlin-Wilmersdorf, 1914)